# Herb województwa opolskiego

Herb województwa opolskiego

Herb województwa opolskiego – symbol województwa opolskiego. Herb przedstawia w polu błękitnym złotego orła górnośląskiego w koronie z czasów ostatniego księcia opolskiego Jana II Dobrego. Herb został ustanowiony w kwietniu 2001 r. uchwałą sejmiku województwa. Herb znajduje się także na fladze urzędowej województwa.
Zarząd Województwa Opolskiego uchwałą nr 2715/2008 z dnia 16 grudnia 2008 r. przyjął System Identyfikacji Wizualnej Województwa Opolskiego, w którym dokonano nieznacznych zmian wizerunku herbu województwa i ustalono kolorystykę zgodną z przyjętą dla flagi.
Zasady używania herbu określa uchwała Nr 1023/2001 Zarządu Województwa Opolskiego z dnia 4 września 2001 w sprawie używania herbu Województwa Opolskiego.